# Gravning
Gravning, eller gravande, är en metod för att bereda fisk eller kött. Råvaran får ligga i en blandning av salt och socker som tjänar till att stoppa bakterietillväxt samtidigt som råvaran genomgår autolys, det vill säga vävnadsnedbrytning orsakad av kroppsegna enzymer. Även kryddning brukar tillsättas, vilket gör att blandningen blir en slags marinad. 
Mängden och proportionerna av salt och socker är mycket viktig vid gravning. Vid felaktig anrättning kan gravat kött och fisk ge allvarlig och till och med livshotande matförgiftning.
Den vanligaste gravade rätten är gravad lax och andra feta fiskar (t.ex. strömming), men även oxfilé förekommer. Gravning har man gjort sedan lång tid tillbaka.
Ordet finns belagt i svenska språket sedan 1873. Etymologiskt kan man jämföra fornsvenska grava 'gräva' (efter metoden att förvara mat nedgrävd i jorden).